# Bladukulon
Bladukulon is een bestuurslaag in het regentschap Probolinggo van de provincie Oost-Java, Indonesië. Bladukulon telt 4603 inwoners (volkstelling 2010).